# Lucanus kanoi
Lucanus kanoi is een keversoort uit de familie vliegende herten (Lucanidae). De wetenschappelijke naam van de soort is voor het eerst geldig gepubliceerd in 1966 door Kurosawa.